# Qiao'ershiying
Qiao'ershiying (kinesiska: 巧尔什营, 巧尔什营乡) är en socken i Kina. Den ligger i den autonoma regionen Inre Mongoliet, i den norra delen av landet, omkring 34 kilometer söder om regionhuvudstaden Hohhot.
Genomsnittlig årsnederbörd är 639 millimeter. Den regnigaste månaden är juli, med i genomsnitt 194 mm nederbörd, och den torraste är januari, med 3 mm nederbörd.